# Sven Apel
Sven Apel (* 1977 in Osterburg (Altmark)) ist ein deutscher Informatiker und Professor für Software Engineering an der Universität des Saarlandes.
Sein Forschungsschwerpunkt ist die Entwicklung von Methoden, Werkzeugen und Theorien zur Konstruktion und Analyse verlässlicher, effizienter und wartbarer Software mit besonderer Ausrichtung auf den Faktor Mensch sowie auf interdisziplinäre Fragestellungen.

## Werdegang
Sven Apel studierte von 1996 bis 2002 Informatik auf Diplom an der Universität Magdeburg. Dort promovierte er von 2003 bis 2007, ebenfalls in Informatik. Seine Dissertation mit dem Prädikat summa cum laude erhielt mehrere renommierte Preise (siehe Abschnitt ‘Auszeichnungen’). Nach seiner Promotion war Apel bis 2010 wissenschaftlicher Mitarbeiter (Post-Doc) an der Universität Passau. Von 2010 bis 2013 leitete er dort die Emmy-Noether-Forschungsgruppe „Sichere und effiziente Softwareproduktlinien“, bevor er 2013 im Rahmen des Heisenberg-Programms der DFG zum Professor ernannt wurde. Seit 2019 ist Sven Apel ordentlicher Professor (W3) für Informatik mit Schwerpunkt Software Engineering an der Universität des Saarlandes. Dort leitet er seit 2022 auch das durch den Europäischen Forschungsrat geförderte Projekt „Brains on Code“ (ERC Advanced Grant), in welchem er mithilfe von neurophysiologischen Methoden die Grundlagen des Programmverstehens untersucht.

## Forschungsgebiete
Sven Apel forscht vor allem zu Methoden, Werkzeugen und Theorien zur Konstruktion und Analyse von verlässlicher, effizienter und wartbarer Software. Dabei widmet er dem Faktor Mensch in der Programmierung und Softwareentwicklung besondere Aufmerksamkeit. Er betreibt vor allem Grundlagenforschung mit besonderem Augenmerk auf interdisziplinäre Fragestellungen. Apel kombiniert formale, empirische und ingenieurwissenschaftliche Methoden auf neuartige Weise und ist führend bei der Entwicklung und Förderung einer rigorosen empirischen Methodik in der Softwareforschung. Er kooperiert eng mit Wissenschaftlern aus verschiedenen anderen Disziplinen, insbesondere Psychologie, Neurowissenschaften und Wirtschaftswissenschaften.
2013 führte Sven Apel mit Kollegen die weltweit erste Studie durch, bei der funktionelle Magnetresonanztomographie (fMRT) zur Messung von Programmverstehen eingesetzt wurde und leistete so Pionierarbeit auf diesem Gebiet. Diese und eine Reihe von Folgestudien haben Schlüsselregionen des Gehirns identifiziert, die beim Programmverstehen beteiligt sind. Im Jahr 2022 wurde seine laufende Arbeit zu den neurowissenschaftlichen Grundlagen des Programmverstehens mit einem ERC Advanced Grant ausgezeichnet.
Apel gehört zu den Entwicklern des Paradigmas der Feature-orientierten Softwareentwicklung. Er legte dafür die konzeptionellen und technologischen Grundlagen, mit besonderem Augenmerk auf programmiersprachunabhängige Abstraktionen, Theoriebildung und Werkzeugunterstützung. Apel und Kollegen führten das Konzept der Variabilitätsgewahren Programmanalyse ein, mit dem bestehende grundlegende Analysetechniken wie Modellprüfung, Typprüfung und statische Programmanalyse um die Berücksichtigung von Softwarevariabilität erweitert werden. Zudem setzte er als einer der Ersten maschinelle Lerntechniken zur Modellierung großer Konfigurationsräume realer Softwaresysteme ein. Sein Lehrbuch über Feature-orientierte Softwareproduktlinien ist zum internationalen Standardwerk für Forschung und Lehre in diesem Bereich geworden.

## Auszeichnungen (Auswahl)
- 2022: ERC Advanced Grant[8]
- 2022: ASE Fellow[9]
- 2018: ACM Distinguished Member[10]
- 2016: Hugo-Junkers-Preis für Forschung und Innovation[11]
- 2015: Aufnahme in die Young Academy of Europe[12]
- 2013: Aufnahme in das Heisenberg-Programm (Heisenberg-Professur) der Deutschen Forschungsgemeinschaft[13][14]
- 2010: Aufnahme in das Emmy-Noether-Programm der Deutschen Forschungsgemeinschaft[15][16]
- 2007: Dissertationspreis der Universität Magdeburg, dotiert von der Karin-Witte-Stiftung[17]
- 2007: Software-Engineering-Preis der Ernst-Denert-Stiftung für die beste Dissertation[18]
- 2006: Forschungspreis der Fakultät für Informatik der Universität Magdeburg für die wissenschaftliche Gesamtleistung[19]
- Most Influential Paper Awards: SPLC’19[20], ICPC’22[21], GPCE’23[22]
- ACM SIGSOFT Distinguished Paper Awards: ICSE’15,[23] ICSE’21[24]
- Best Paper Awards: SPLC’11[25], Modularity’15[26], Academy of Management’18[27]
- Distinguished Reviewer Awards: ASE’18[28], ICSE’24[29], FSE’24[30]